# 62 d'Andròmeda
62 d'Andròmeda (62 Andromedae) és una estrella de la constel·lació d'Andròmeda. Té una magnitud aparent de 5,31.